# Страна грёз (Доктор Кто)
«Страна грёз» — мультипликационный сериал, часть четвёртого сезона сериала «Доктор Кто». Впервые продемонстрирован 21 ноября 2009 года через Red Button service, BBC iPlayer и официальный сайт Doctor Who. Телепремьера состоялась 5 декабря на каналах BBC Two и BBC HD.

## Сюжет
В 1947 году Доктор попадает на секретную базу США «Страна Грёз» (Зона 51).

## Дополнительно
В эпизоде «День Луны» следующая инкарнация Доктора снова оказывается в Зоне 51 — в качестве заключённого.